# Négoce agricole en France
 (mai 2024).
La mise en forme du texte ne suit pas les recommandations de Wikipédia : il faut le « wikifier ».
Les points d'amélioration suivants sont les cas les plus fréquents. Le détail des points à revoir est peut-être précisé sur la page de discussion.
- Les titres sont pré-formatés par le logiciel. Ils ne sont ni en capitales, ni en gras.
- Le texte ne doit pas être écrit en capitales (les noms de famille non plus), ni en gras, ni en italique, ni en « petit »…
- Le gras n'est utilisé que pour surligner le titre de l'article dans l'introduction, une seule fois.
- L'italique est rarement utilisé : mots en langue étrangère, titres d'œuvres, noms de bateaux, etc.
- Les citations ne sont pas en italique mais en corps de texte normal. Elles sont entourées par des guillemets français : « et ».
- Les listes à puces sont à éviter, des paragraphes rédigés étant largement préférés. Les tableaux sont à réserver à la présentation de données structurées (résultats, etc.).
- Les appels de note de bas de page (petits chiffres en exposant, introduits par l'outil «  Source ») sont à placer entre la fin de phrase et le point final[comme ça].
- Les liens internes (vers d'autres articles de Wikipédia) sont à choisir avec parcimonie. Créez des liens vers des articles approfondissant le sujet. Les termes génériques sans rapport avec le sujet sont à éviter, ainsi que les répétitions de liens vers un même terme.
- Les liens externes sont à placer uniquement dans une section « Liens externes », à la fin de l'article. Ces liens sont à choisir avec parcimonie suivant les règles définies. Si un lien sert de source à l'article, son insertion dans le texte est à faire par les notes de bas de page.
- La présentation des références doit suivre les conventions bibliographiques. Il est recommandé d'utiliser les modèles {{Ouvrage}}, {{Chapitre}}, {{Article}}, {{Lien web}} et/ou {{Bibliographie}}. Le mode d'édition visuel peut mettre en forme automatiquement les références.
- Insérer une infobox (cadre d'informations à droite) n'est pas obligatoire pour parachever la mise en page.

Pour une aide détaillée, merci de consulter Aide:Wikification.
Si vous pensez que ces points ont été résolus, vous pouvez retirer ce bandeau et améliorer la mise en forme d'un autre article.
Le négoce agricole en France est une activité économique qui englobe l'approvisionnement des exploitants agricoles en intrants et la collecte des grains, mise en marché et transformation de la production. Il existe en France 300 entreprises de négoces agricoles qui emploient environ 10 000 salariés.
L'activité du négoce agricole représente un chiffre d'affaires global de 7 milliards d'euros en France en 2022,.

## Fonctions du négoce agricole en France
Le négociant agricole intervient dans différentes filières de production : les grandes cultures, le maraîchage, l’élevage, l’arboriculture et la viticulture sur différents types d’agriculture (agriculture conventionnel et agriculture biologique).
En amont des récoltes, le négociant agricole vend aux exploitants agricoles les intrants (engrais, amendements, produits phytosanitaires, etc), les services et solutions[Quoi ?].
Après les récoltes, le négociant agricole les collecte et les transporte vers les centres de stockage. Ils procèdent aux traitements nécessaires (séchage, nettoyage, désinsectisation, allotement).Cela permet de répondre à la demande fluctuante du marché et de garantir la disponibilité des produits tout au long de l'année.[réf. nécessaire]
In fine, les négociants agricoles commercialisent les céréales vers l'ensemble des filières agroalimentaires et industrielles au national et à l'international.
Ces fonctions sont assurées par deux types d'acteurs : les négociants agricoles et les coopératives agricoles. Les négoces agricoles se composent principalement de petites et moyennes entreprises, auxquelles s’ajoutent quelques grands groupes, dont certains d’envergure internationale.[réf. nécessaire] Les coopératives agricoles sont formées par des agriculteurs adhérents qui regroupent leurs ressources pour assurer le bon fonctionnement de la coopérative.

## Défis et enjeux
- Si vous ne connaissez pas le sujet, laissez ce bandeau (vous pouvez alors contacter les auteurs).
- Si vous supprimez le contenu mis en cause (vous pouvez préalablement contacter les auteurs),

argumentez précisément cette suppression dans la page de discussion
(un manque de référence n'est pas un argument ; une recherche réelle de référence doit avoir été effectuée, être formellement documentée).
Le métier de négociant demande de s’adapter aux évolutions du monde agricole (innovation, biocontrôle, etc.). Le négoce agricole est confronté à des défis tels que la volatilité des prix, les conditions météorologiques imprévisibles, les préoccupations environnementales et les demandes croissantes en matière de durabilité. Les négociants agricoles doivent également s'adapter aux évolutions réglementaires et aux normes internationales en matière de commerce alimentaire.

## Répartition du marché en France
|    | Nom de l'entreprise  | Tonnage collecté en Mt |
| -- | -------------------- | ---------------------- |
| 1  | Soufflet Agriculture | 5,92                   |
| 2  | Ternoveo             | 1.21                   |
| 3  | Groupe Carré         | 0,75                   |
| 4  | Groupe BZ            | 0,5                    |
| 5  | Sepac-Compagri       | 0,5                    |
| 6  | Alliance Négoce      | 0,49                   |
| 7  | Lepicard             | 0,47                   |
| 8  | Agralia              | 0,46                   |
| 9  | Alternae             | 0,38                   |
| 10 | Agri Négoce          | 0,37                   |

|    | Nom de l'entreprise  | Chiffre d’affaires appro en M€ (engrais, phytos, semences, alimentation animale, autres) |
| -- | -------------------- | ---------------------------------------------------------------------------------------- |
| 1  | Soufflet Agriculture | 615                                                                                      |
| 2  | Perret               | 152                                                                                      |
| 3  | Bellanné             | 125                                                                                      |
| 4  | RAGT Plateau Central | 107                                                                                      |
| 5  | Ternoveo             | 106                                                                                      |
| 6  | Bernard Agriculture  | 102,8                                                                                    |
| 7  | Alliance Négoce      | 81,3                                                                                     |
| 8  | Groupe Carré         | 79                                                                                       |
| 9  | Isidore              | 74                                                                                       |
| 10 | Agri Négoce          | 64,5                                                                                     |